# Anopheles annulipes
Anopheles annulipes är en tvåvingeart som beskrevs av Walker 1856. Anopheles annulipes ingår i släktet Anopheles och familjen stickmyggor. Inga underarter finns listade i Catalogue of Life.

## Bildgalleri

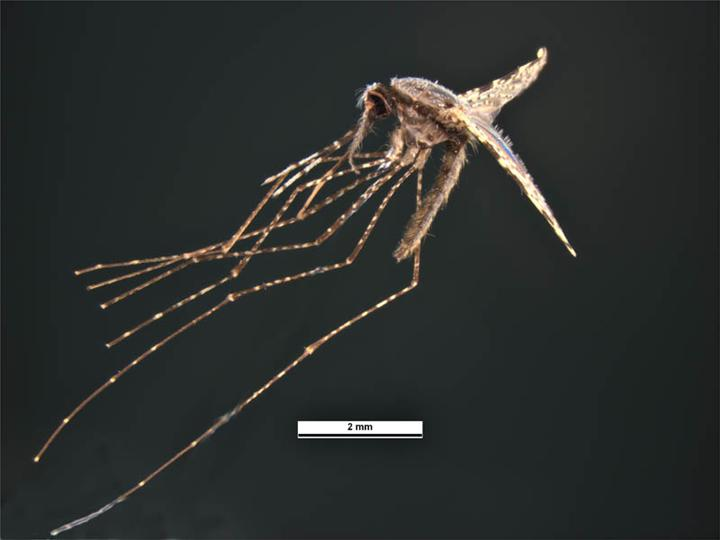